# Bruggenloop
De Bruggenloop is een hardloopevenement over een parcours van 15 kilometer in Rotterdam dat sinds 1986 jaarlijks wordt gehouden.

## Geschiedenis
De Bruggenloop kende zijn debuut in 1985 ter gelegenheid van het honderdjarig bestaan van roeivereniging Nautilus.
De eerste edities werden in maart gehouden en hadden een lengte van circa 11.5 km tot 12.7 km en gingen over de Willemsbrug, Koninginnebrug en de van Brienenoordbrug. De start was bij de roeivereniging aan de Plantagelaan.
Later werd de loop in februari gehouden en vanaf 2009 werd deze vlak voor kerst geprogrammeerd. Zowel in 2009, 2010 als in 2017 moest de loop, waarvoor zich in 2010 zo'n 5000 lopers hadden ingeschreven, worden afgelast vanwege de sneeuw.

## Parcours
De Bruggenloop gaat over zes bruggen in Rotterdam, waaronder de Erasmusbrug, Van Brienenoordbrug en de Boerengatbrug.

## Parcoursrecords
In 2016 verbeterde de Nederlander Khalid Choukoud met een tijd van 45.25 het parcoursrecord.

## Winnaars
| Jaar             | Snelste man      | Land      | Tijd  | Snelste vrouw              | Land      | Tijd    | Aantal finishers | Aantal inschrijvingen |
| ---------------- | ---------------- | --------- | ----- | -------------------------- | --------- | ------- | ---------------- | --------------------- |
| Bruggenloop 2023 | Emiel Berghout   | Nederland | 47.40 | Puck Pentenga              | Nederland | 54.27   | 11.442           |                       |
| Bruggenloop 2022 | Max Polak        | Nederland | 46.09 | Elsemieke Kin              | Nederland | 53.45   | 10.372           | -                     |
| 2021 afgelast    |                  |           |       |                            |           |         |                  |                       |
| 2020 Afgelast    | -                | -         | -     | -                          | -         | -       | -                | -                     |
| Bruggenloop 2019 | Nixon Fernandes  | Nederland | 47.48 | Pauline van Donkelaar      | Nederland | 56.40   | 10.119           | 12.000                |
| Bruggenloop 2018 | Yorben Ruiter    | Nederland | 45.51 | Judith Janszen-Loekemeijer | Nederland | 56.05   | 11.244           | ?                     |
| 2017 Afgelast    | -                | -         | -     | -                          | -         | -       | -                | -                     |
| Bruggenloop 2016 | Khalid Choukoud  | Nederland | 45.25 | Fanos Tekle                | Nederland | 56.32   | 11.589           | ?                     |
| Bruggenloop 2015 | Patrick Kwist    | Nederland | 48.36 | Natasja Jansen             | Nederland | 55.49   | 11.401           | ?                     |
| Bruggenloop 2014 | Mike Teekens     | Nederland | 48.14 | Tineke van den Berg        | Nederland | 1.00.17 | 11.731           | ?                     |
| Bruggenloop 2013 | Ivo Bijl         | Nederland | 49.44 | Amina Mhih                 | MAR       | 58.06   | 7.420            | ?                     |
| Bruggenloop 2012 | Patrick Kwist    | Nederland | 49.49 | Anjolie Engels-Wisse       | Nederland | 56.06   | 6.201            | ?                     |
| Bruggenloop 2011 | Patrick Kwist    | Nederland | 49.27 | Wilma van Onna             | Nederland | 58.51   | 4.760            | ?                     |
| 2010 Afgelast    | -                | -         | -     | -                          | -         | -       | -                | -                     |
| 2009 Afgelast    | -                | -         | -     | -                          | -         | -       | -                | -                     |
| Bruggenloop 2008 | Jim Svenoy       | Nederland | 48.16 | Nadja Wijenberg            | Nederland | 54.41   | 2.501            | ?                     |
| Bruggenloop 2007 | Jim Svenoy       | Nederland | 48.24 | Wilma van Onna             | Nederland | 56.17   | 2.389            | ?                     |
| Bruggenloop 2006 | Rob van der Want | Nederland | 49.17 | Susanne Ritter             | GER       | 53.16   | 1.749            | ?                     |
| Bruggenloop 2002 | Jim Svenoy       | Nederland | ?     | ?                          |           |         |                  |                       |
| Bruggenloop 1991 | Erik Punt        | Nederland | 38.41 | Letitia Vriesde            | Suriname  | 48.06   | 2.500            |                       |
| Bruggenloop 1990 | Erik Punt        | Nederland | 38.57 | Hennie Verdonk             | Nederland | 48.21   | 2.000            |                       |
| Bruggenloop 1989 | Cees Langelaan   | Nederland |       | Barbara Kamp               | Nederland |         | 1.780            |                       |